# یوییچیرو ایداوموتو
یوییچیرو ایداوموتو (ژاپنی: 枝本 雄一郎؛ زادهٔ ۶ اوت ۱۹۸۸) یک بازیکن فوتبال اهل ژاپن است.
از باشگاه‌هایی که در آن بازی کرده‌است می‌توان به باشگاه فوتبال تسپاکوستاسو گونما، باشگاه فوتبال فوجی‌ئدا، باشگاه فوتبال ریوکیو و باشگاه فوتبال کاگوشیما یونایتد اشاره کرد.